# 国際ヨーガの日
国際ヨーガの日、国際ヨガの日（こくさいヨーガ/ヨガのひ）、ないし、国際ヨガデー（こくさいヨガデー、英語: International Day of Yoga、ヒンディー語: अंतर्राष्ट्रीय योग दिवस (Antarāshtriya Yog Divas); IAST: Antarāṣṭrīya Yog Divas）、通称、ヨガデー（Yoga Day）は、2015年に創始され、毎年6月21日に行事を行う。国際ヨガの日は、2014年12月11日の国際連合総会 (UNGA) において、全会一致で宣言された。ヨガ（ヨーガ）は、おもにインドで形成された、肉体的、精神的、霊的修練である。インドの首相ナレンドラ・モディは、国連総会において6月21日と定める理由について、これが北半球において最も日が長くなる夏至に（ほぼ）相当し、世界各地にこの日を特別な日とする考えが共有されているからだと述べた。

## 起源
国際ヨガの日が最初に提案されたのは、2014年9月27日の国連総会におけるナレンドラ・モディの演説においてであった 。
そこでモディは次のように述べた。
ヨガは、古代以来のインドの伝統が生んだ貴重な贈り物である。既に5000年の伝統がある。ヨガは身体と精神、思考と行動、抑制と実践の統合を実現させ、また、人と自然の調和、健康と福祉へのホーリスティックなアプローチを実現する。ヨガは単なるエクササイズではなく、自身の中に統合された感覚を見いだすものである。私たちのライフスタイルを変え、意識を高めることによって、幸福への助けとなる。国際ヨガの日の採択に向けて、ともに働こう。—ナレンドラ・モディ、国際連合総会
最初の提案を受け、総会は2014年10月14日に「国際ヨガの日」と題した決議の草案作成に向けた非公式協議を重ねた。この協議の進行役を務めたのはインドであった。